# 聖天院
聖天院（しょうでんいん）は、埼玉県日高市にある真言宗智山派の寺院。寺号は高麗山聖天院勝楽寺である。武蔵野三十三観音霊場二十六番札所。

## 歴史

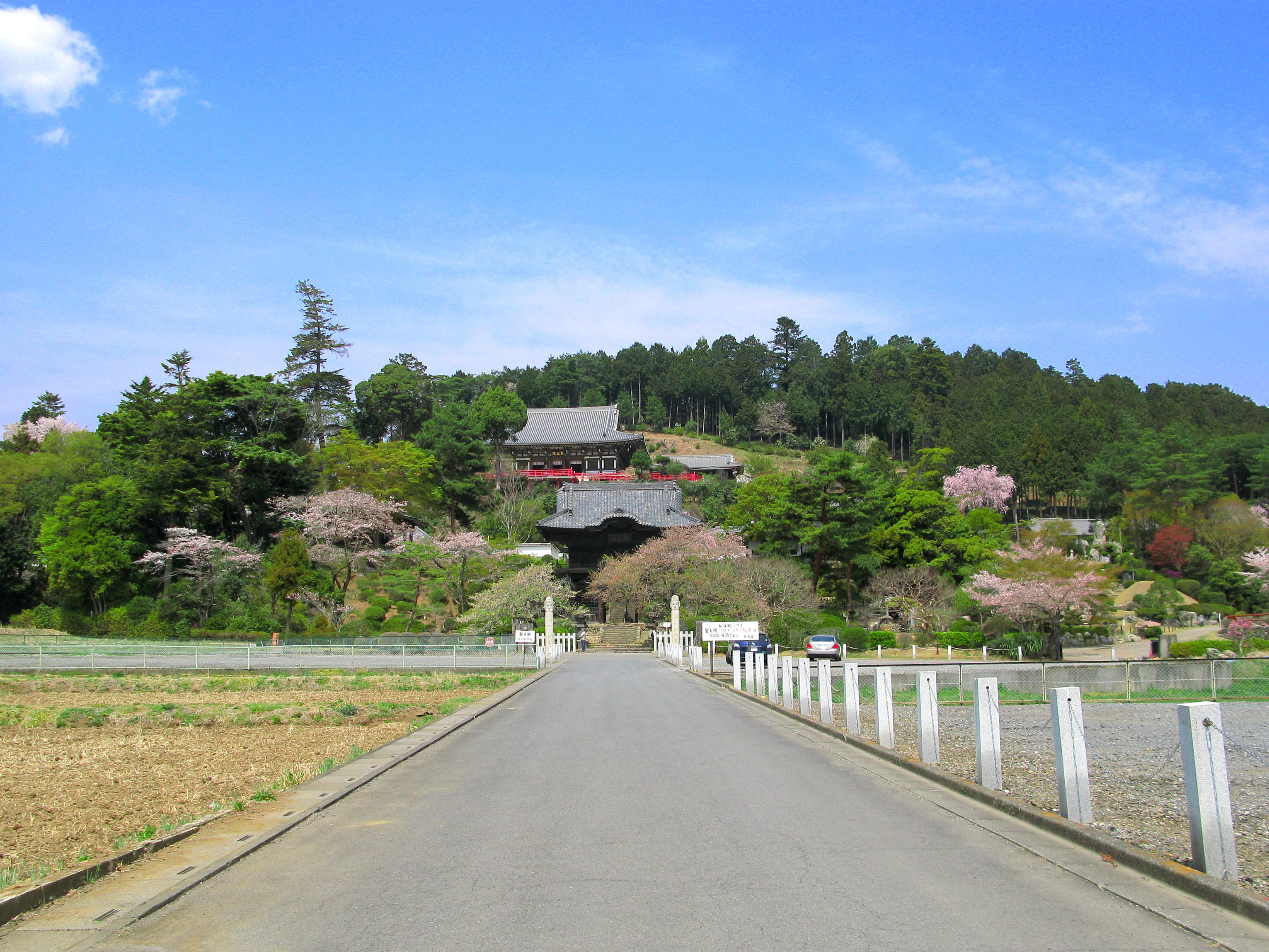
聖天院遠景

高麗王若光の菩提寺として創建された。寺号は若光が高句麗より持参した歓喜天を本尊とすることから名付けられたという。1345年に法相宗から真言宗に改宗。天正18年に徳川家康が関東に入国すると、翌年（1592年）、寺領として高麗郷内に15石を寄進された
庭園の他、高麗王若光王陵（墓碑は金鍾泌韓国元首相の揮毫）、在日韓民族無縁慰霊塔などが境内に所在している。寺の紋章は菊花紋章。

## 文化財
重要文化財（国指定）
- 梵鐘 文応二年銘（1261年）

埼玉県指定有形文化財
- 聖天院応仁鰐口

市指定有形文化財
- 聖天院阿弥陀堂
- 聖天院山門
- 徳川将軍歴代寺領寄進状
- 木造観音勢至菩薩両立像
- 聖天院元禄四年銅鐘

市指定史跡
- 高麗王廟

## 慰霊塔
関東大震災朝鮮人虐殺事件や太平洋戦争中の朝鮮人の犠牲者を悼み、在日韓民族無縁慰霊塔および納骨堂が敷地内に建立されている。韓国併合の大日本帝国支配36年間を象徴し、36段高さ16mの石塔が2000年（平成12年）に建立した。毎年慰霊祭が行われている。塔の下には日韓親善協会中央会会長三塚博により建立された慰霊碑がある。

## アクセス
- JR八高線・川越線 高麗川駅より徒歩30分
- 首都圏中央連絡自動車道 狭山日高インターチェンジより15分

## 周辺
- 高麗神社
- 高麗郷古民家